# Aelurillus guecki
Aelurillus guecki är en spindelart som beskrevs av Metzner 1999. Aelurillus guecki ingår i släktet Aelurillus och familjen hoppspindlar. Inga underarter finns listade i Catalogue of Life.